# Indie na Letních olympijských hrách 1980
Indie se účastnila Letní olympiády 1980 v Moskvě. Zastupovalo ji 76 sportovců (58 mužů, 18 žen).

## Medailisté
| Medaile | Jméno | Sport         | Soutěž      |
| ------- | --- | ------------- | ----------- |
| Zlato   | Allan Schofield Bir Bhadur Chettri Sylvanus Dung Dung Rajinder Singh Davinder Singh Gurmail Singh Ravinder Pal Singh Vasudevan Baskaran Sommayya Maneypande Maharaj Krishan Kaushik Charanjit Kumar Merwyn Fernandes Amarjit Singh Rana Mohamed Shahid Zafar Iqbal Surinder Singh Sodhi | Pozemní hokej | turnaj mužů |